# Едвін Терні
Едвін Терні (англ. Edwin James Turney; * 1929, Нью-Йорк — † 2008) відомий як один зі співзасновників компанії AMD.
Ед Терні народився в 1929 році в Нью-Йорку. Під час корейської війни, що продовжувалася з 1950 по 1953 роки, він служив у флоті. У 1963 році Терні став продавцем в компанії Fairchild Semiconductor.
У травні 1969 року Ед Терні і сім його колег з Fairchild Semiconductor вирішили заснувати власну компанію, яку назвали Advanced Micro Devices (AMD). У 1974 році Терні залишив AMD, і почав допомагати фірмам-початківцям працюють на ринку напівпровідників.